# Monika Forstinger
Monika Forstinger (ur. 15 lipca 1963 w Schwanenstadt) – austriacka przedsiębiorca, inżynier i polityk, w latach 2000–2002 minister transportu, innowacji i technologii.

## Życiorys
Uczyła się w szkołach w Laakirchen i Bad Ischl. Kształciła się następnie w zakresie planowania krajobrazu na uniwersytecie rolniczym BOKU w Wiedniu (dyplom inżyniera uzyskała w 1988, doktoryzowała się w 1997). Pracowała na macierzystej uczelni do 1990, później w latach 90. zatrudniona w różnych przedsiębiorstwach w Laakirchen. Zaangażowała się w działalność polityczną w ramach Wolnościowej Partii Austrii (FPÖ). W latach 1997–2000 zasiadała w landtagu Górnej Austrii. Od listopada 2000 do lutego 2002 sprawowała urząd ministra transportu, innowacji i technologii w rządzie Wolfganga Schüssela. Później zajęła się własną działalnością gospodarczą w branży doradczej, prowadząc prywatną firmę konsultingową w Roitham am Traunfall.